# Jännevesi
Jännevesi är en sjö i Finland.   Den ligger i landskapet Södra Savolax, i den sydöstra delen av landet, 290 km nordost om huvudstaden Helsingfors. Jännevesi ligger 64 meter över havet.